# Jampruca
Jampruca este un oraș în Minas Gerais (MG), Brazilia.